# 劉廷玉

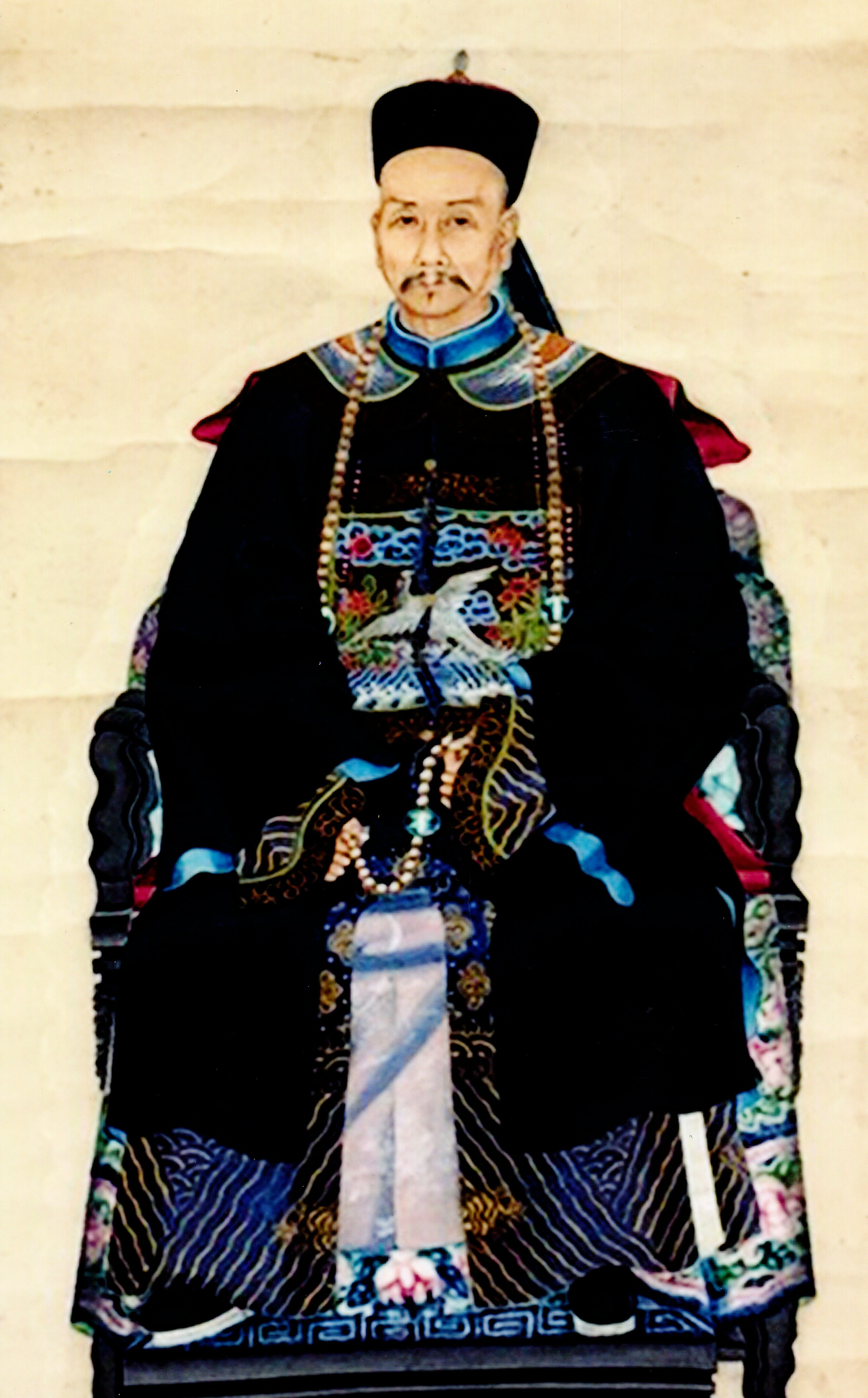
清欽加同知銜劉廷玉官服畫像

劉廷玉（1846年—1911年），名祖堰，字石卿，官名廷玉，清朝政治人物。民謚清臣。

## 劉廷玉家世與出身
劉廷玉於清道光二十六年（1846年）出生於福建省臺灣府淡水廳拳山堡德高嶺（今新北市新店區銀河洞附近），為臺灣新北市新店區大坪林劉秉經家族典夫之子，劉廷玉出生後，因四房劉秉盛（寶夫房）子嗣不興旺，因而過繼給寶夫為次子。
大坪林劉氏家族為耕讀世家望族，祖源來自福建省泉州府安溪縣金田鄉還一里（宋為還集裏十一都、十二都），在唐山的先祖也是耕讀世家，經科考試第出秀才、貢生、舉人，成為當地之望族。

## 科舉與功名
劉廷玉二十五歲參加淡水廳小試（縣試），族譜記載以廳郡四冠軍，清同治十年（1871年）辛未科歲試蒙定學使提督學政取進「淡水廳第三名庠生」入淡水廳學，其堂弟房劉廷達同時也以取進「辛未科淡水廳第七名庠生」，雙雙考取生員（秀才）功名，這是大坪林劉氏首次參加科考取得功名。
同治十一年壬申年（1872年）劉廷玉參加科考以優等補「增生」，入臺南府學，聲名大噪，海山、三峽耆宿聘之，教其族黨子弟，陳嘉猷秀才即其學生，期間應聘西席長達八年，教育甚多學子。
在教學期間，也教學相長也不忘功名，期間三次歲、科考被推舉為優行生，於清光緒十七年辛卯年（1891年）科考時，以優等蒙學政唐，取列一待二名優行（秀）生，即待補優貢生，補「廩生」。
指南宮前身玉清齋創建於清德宗光緒八年（1882年），在淡水縣知縣王彬林往臺履任時，將呂祖分靈迎奉於臺，初供奉於艋舺（今萬華）玉清齋，後又分靈奉祀於景尾（木柵街上）的肫風社等處，而劉廷玉於應聘西席長達八年之後辭卸該教職返回故里，約於光緒十六年（1890年）同其兄廷籓及宗親與地方高家家族、黃家家族等人倡建臺北木柵指南宮於猴山坑現址，現在指南宮裏拾善堂有供奉劉廷玉之祿位。

## 巡撫幕賓與抗法
光緒八年（1882年）臺北城準備開工建城時，時任臺北知府陳星聚主其事，看中劉廷玉為人氣節與關心時事，特委由大坪林劉廷玉負責「監造臺北府城」以分擔其政務。
光緒十年（1884年）九月劉銘傳以「巡撫銜督辦臺灣軍務」開府於臺北，也洞悉法方意圖佔領基隆，為了對抗法方的野心與意圖，劉銘傳開始思考保臺之策，如軍防之佈署、廣羅人才。此時臺北城也剛好竣工，劉廷玉在三十九歲時順利完成監造任務，就順勢入劉爵帥帳中為幕賓，劉銘傳看中劉廷玉能力，特委其組織「文山團練」，而劉廷玉於幕賓時期，每陳其事，明白暢達，聲如銅鐘，且為同宗，劉爵帥更加青睞。
清法戰爭時，法軍入寇於基隆沿海一帶，劉廷玉自率文山團練出守暖暖、大水窟等地，在抗法勝利後議和，朝廷錄功，賞戴「藍頂花翎（四品銜）」、「補千總（正六品）」，隨即又蒙巡撫劉銘傳隨摺舉薦劉廷玉為「訓導（從八品）」。

## 清朝時期官職仕途
劉銘傳治理臺灣時，為了開山撫番，在全臺成立撫墾總局，各地設立分局，光緒十一年（1885年）設立屈尺分局後，期間委請劉廷玉撫墾事務（署理該局），即以其兄廷藩及侄兒隆得為襄理，負責招募漢人入山開墾，以其弟祖塿為司教，設立教育所，教化番民。期間劉廷玉又兼理開通宜蘭官道，抽收腦木釐金，成效卓著，又獲臺灣首任巡撫一等男爵劉銘傳劉爵帥舉薦「縣丞（正八品）」。光緒十四年（1888年）全臺生番肅清，劉廷玉再獲巡撫劉銘傳舉薦「候選知縣（正七品）」。
光緒十六年（1890年）大嵙崁再度番亂，巡撫劉銘傳派兵剿撫，事平之後，朝廷獎敘劉廷玉（時年四十四歲）免補千總（正六品），以守備留原省原標儘先補用「守備（正五品）」、散官銜「武德騎尉（正五品）」。

## 日據時期官職仕途
臺島於乙未後，改隸屬日本國之際，地方動盪不安， 依歷史文獻「割臺三記」中之臺灣八日記敘述「唐總統於十二夜逃去，兵勇乘危搶掠，屍橫遍野，街人閉隘閘為守，紳士劉廷玉、陳儒林等，洋商李春生請歐美人英德商先迎日軍安民，時辜顯榮遊於臺北，見商民無主內亂，亦於十四日往請學務部長伊澤修二同水野遵巡哨，遂引見樺山及山田大尉，極言亂民之變，願為前導，日帥查其誠，使人偵探，果係事實，民不堪其苦，遂統大軍於午前三時入城安民，亂勇奔逃，人心始安」。
日人領臺後，臺北地方士紳設立保良局，公推劉廷玉為「臺北保良局長」，以安閭閻，期間協助維護臺北城內治安有功，逮捕匪首吳福外五名有功，在明治三十二年（1899年）劉廷玉被任命臺北地方法院顧問。明治三十年（1897年）總督府於全臺廣設堡(辦)務署，任命劉廷玉為「大加臘（現臺北市）堡（辦）務署副主理」。
日本臺灣總督府為籠絡臺人，以利其有效統治，在明治二十九年（1896年）總督府以府令第四十號發布《臺灣紳章條規》及其內規《臺灣紳章條規取扱內規》，對全臺士紳及商人士頒發紳章，以大坪林劉氏地方望族，必然也會受到頒紳章。於明治三十年（1897年）首批頒發時，劉廷玉即獲日本總督府頒發「紳章」，同時其家族尚有劉建勳、劉廷斌、劉廷達等多人也受此章勳榮。
日據時期，因艋舺祖師廟土地官司不悅，在明治三十四年（光緒二十七年，1901年）劉廷玉時年五十五歲內渡福建省福州府補歲貢生，又因適逢賑災，清光緒帝加官銜誥授「同知（正五品）」、誥封「奉政大夫（正五品）」散官品階，並賞戴藍翎。返臺後即致力於宗族及地方教育，設劉家私塾教書，栽培劉氏與鄉里子弟。 
明治三十九年（1906年）總督府再度啟用劉廷玉並任命為「深坑廳參事」，明治四十二年廢深坑廳，轉任「臺北廳參事」，並於任內過世，享年六十五歲。

## 民諡
劉廷玉民諡清臣，清字依清朝諡法之意為《避遠不義曰清》、《潔己自愛曰清》、《潔己奉法曰清》，臣之意如字意，《清臣》說明劉廷玉一生為人清廉、守法之臣，另一意為述其永為清朝臣子。